# Cormicy
Cormicy ist eine französische Gemeinde mit 1.504 Einwohnern (Stand: 1. Januar 2022) im Département Marne in der Region Grand Est. Sie gehört zum Arrondissement Reims und ist Mitglied im Gemeindeverband Communauté urbaine du Grand Reims. Die Einwohner werden Cormiciens und Cormiciennes genannt.
Sie entstand mit Wirkung vom 1. Januar 2017 als Commune nouvelle durch Zusammenlegung der bis dahin selbstständigen Gemeinden Cormicy und Gernicourt, die fortan den Status von Communes déléguées besitzen. Der Verwaltungssitz befindet sich in Cormicy.

## Gliederung
| Ortsteil                  | ehemaliger INSEE-Code | Fläche (km²) | Einwohnerzahl (2022) |
| ------------------------- | --------------------- | ------------ | -------------------- |
| Cormicy (Verwaltungssitz) | 51171                 | 24.27        | 1.458                |
| Gernicourt                | 02344                 | 07,47        | .0046                |

Die Gemeinde erhielt 2023 die Auszeichnung „Eine Blume“, die vom Conseil national des villes et villages fleuris (CNVVF) im Rahmen des jährlichen Wettbewerbs der blumengeschmückten Städte und Ortschaften verliehen wird.

## Geografie
Cormicy liegt am nördlichen Rand des Départements Marne an der Grenze zum benachbarten Département Aisne, circa 15 Kilometer nordwestlich von Reims, circa 30 Kilometer südöstlich von Laon und circa 40 Kilometer östlich von Soissons.
Umgeben wird Cormicy von den zehn Nachbargemeinden:
| Concevreux (Aisne) Pontavert (Aisne) | Berry-au-Bac (Aisne)                        | Condé-sur-Suippe (Aisne)        |
| Bouffignereux (Aisne) Roucy (Aisne)  | Kompassrose, die auf Nachbargemeinden zeigt | Aguilcourt (Aisne) Berméricourt |
| Bouvancourt                          |                                             | Cauroy-lès-Hermonville          |

Durch die Gemeinde verlaufen der Canal de l’Aisne à la Marne, der Fluss Loivre und im nördlichen Gebiet die Aisne und der parallel verlaufende Canal latéral à l’Aisne.
Die Gemeinde liegt auf halber Höhe des Saint-Thierry-Massivs, das auf das Tal der Aisne abfällt. Cormicy wird von der Petite und der Grande Montagne (184 m und 197 m) überragt, die beide durch einen Pass (173 m) getrennt werden, der auf den westlichen Hang und der Gemeinde Guyancourt nach Westen führt. Der Osten der Gemeinde wird von der Höhe 108 (Gemeinde Berry-au-Bac) am Zusammenfluss von Aisne und Loivre überragt, die bekannt für die Kämpfe ist, die dort während des Ersten Weltkriegs stattfanden.
Der Sumpf (französisch Marais) von Cormicy liegt südlich des Zentrums im Herzen des Waldmassivs (französisch Massif forestier) von Saint-Thierry.
Vier ZNIEFF-Naturzonen sind auf dem Gemeindegebiet:
- der Bois de Gernicourt,
- der Lit mineur de l’Aisne en amont de Celles-sur-Aisne et prairies des Ecoupons, des Blanches Rives à Maizy,
- der Grand Marais von Cormicy und
- das Massif forestier von Cormicy.[3]

Das Natura 2000-Schutzgebiet Marais et pelouses du tertiaire au nord de Reims bedeckt teilweise das Gebiet der Gemeinde.
Im Januar 2021 wurde ein Areal des südlichen Gemeindegebiets als Teil des regionalen Naturschutzgebiets Marais et sablières du massif de Saint-Thierry ausgewiesen.
Die Gemeinde Cormicy ist als Teil der Landschaften der Champagne am Antrag zum UNESCO-Welterbe „Landschaften der Champagne“ beteiligt.

## Sehenswürdigkeiten
| Name                                    | Ort        | Bemerkungen | Bild           |
| --------------------------------------- | ---------- | --- | -------------- |
| Pfarrkirche Saint-Cyr-et-Sainte-Julitte | Cormicy    | 12. und 13. Jahrhundert mit Erweiterungen im 15. und 16. Jahrhundert, seit 1921 als Monument historique klassifiziert | Weitere Bilder |
| Reste der Stadtmauer                    | Cormicy    | Mittelalter |                |
| „Schloss“                               | Cormicy    | Im Jahre 1925 erbautes Gebäude in einem Park im Ortszentrum                                                           |                |
| Nationalnekropole „Maison bleue“        | Cormicy    | Ruhestätte von mehr als 14.000 gefallenen französischen Soldaten, ab 1920 errichtet                                   |                |
| Kapelle Saint-Rigobert                  | Gernicourt | |                |
| Kirche Saint-Pierre                     | Gernicourt | |                |
| Flurkreuz                               | Gernicourt | |                |

## Gemeindepartnerschaft
Mit der britischen Gemeinde Kingsclere in Hampshire (England) besteht seit 1972 eine Partnerschaft.

## Bildung
Die Gemeinde verfügt über eine öffentliche Vorschule und eine öffentliche Grundschule mit 71 bzw. 118 Schülerinnen und Schülern im Schuljahr 2022/2023.

## Wirtschaft
Cormicy liegt in den Zonen AOC
- des Champagners,
- des Champagners grand cru, premier cru und rosé und
- des Coteaux champenois blanc, rosé und rouge.[9]

Die lokale Wirtschaftstätigkeit basiert auf drei Hauptsektoren, die noch heute vorhanden sind und aus dem Mittelalter ererbt wurden:
- die Bewirtschaftung natürlicher Ressourcen (Holz, Asche, Ton) und ihre mögliche Umwandlung vor Ort
- Landwirtschaft, Garten- und Weinbau
- Geschäfte und Dienstleistungen, die mit dem Status der Gemeinde und auch mit ihrer Positionierung als befestigte Station zwischen Laon und Reims verbunden war.

72,4 % der erwerbsfähigen Einwohner haben eine Stellung, davon 79,8 % bezahlt. Hiervon sind 82,8 % allerdings Auspendler mit einer Beschäftigung außerhalb der Gemeinde, deren Arbeitsplatz zu einem überwiegenden Teil mit Auto, Last- oder Lieferwagen erreicht wird (Zahlen aus 2019)

## Sport und Freizeit
Der GR 145, ein Fernwanderweg zwischen Calais und Les Fourgs, durchquert das Gemeindegebiet. Er bildet einen Abschnitt der Via Francigena, einem Pilgerweg nach Rom.

## Verkehr
Cormicy ist von Norden nach Süden durch die Route départementale 530 und die D 944 (ehemalige Route nationale 44) und von Osten nach Westen durch die D 32 mit den Nachbargemeinden verbunden, die sich über die D 22 in das benachbarte Département Aisne erstreckt.
Die Autoroute A 26, genannt Autoroute des Anglais, überquert das östliche Gemeindegebiet ohne Ausfahrt. Die nächstgelegene Ausfahrt 14 befindet sich in circa 7 Kilometer Luftlinie bei Villeneuve-sur-Aisne.
Eine Buslinie der Gesellschaft Champagne Mobilités verbindet Cormicy mit Reims.